# Sture Johansson (arkitekt)

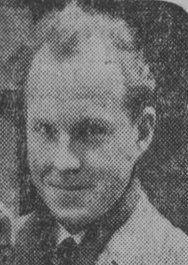
Sture Johansson

Sture Lennart Johansson, född 10 oktober 1928 i Göteborg, död 23 april 2017 i Veddö, var en svensk arkitekt.
Johansson, som var son till fartygsingenjör Bertel Johansson och Anna Andréasson, avlade byggnadsteknisk ingenjörsexamen vid Göteborgs tekniska institut 1951. Han var projektingenjör 1952–1957, blev biträdande arkitekt hos arkitekt Nils Einar Eriksson i Göteborg 1957 och bedrev egen arkitektverksamhet från 1962. Av hans arbeten kan nämnas stadsplaner, bostäder, barndaghem, exklusivare enfamiljsvillor, industrier, pris och inköp i allmänna arkitekttävlingar samt utredning rörande helt ny typ av höghusvägg 1959.